# Amobia sarcophagina
Amobia sarcophagina är en tvåvingeart som först beskrevs av Wulp 1890.  Amobia sarcophagina ingår i släktet Amobia och familjen köttflugor. Inga underarter finns listade i Catalogue of Life.